# 핵가방

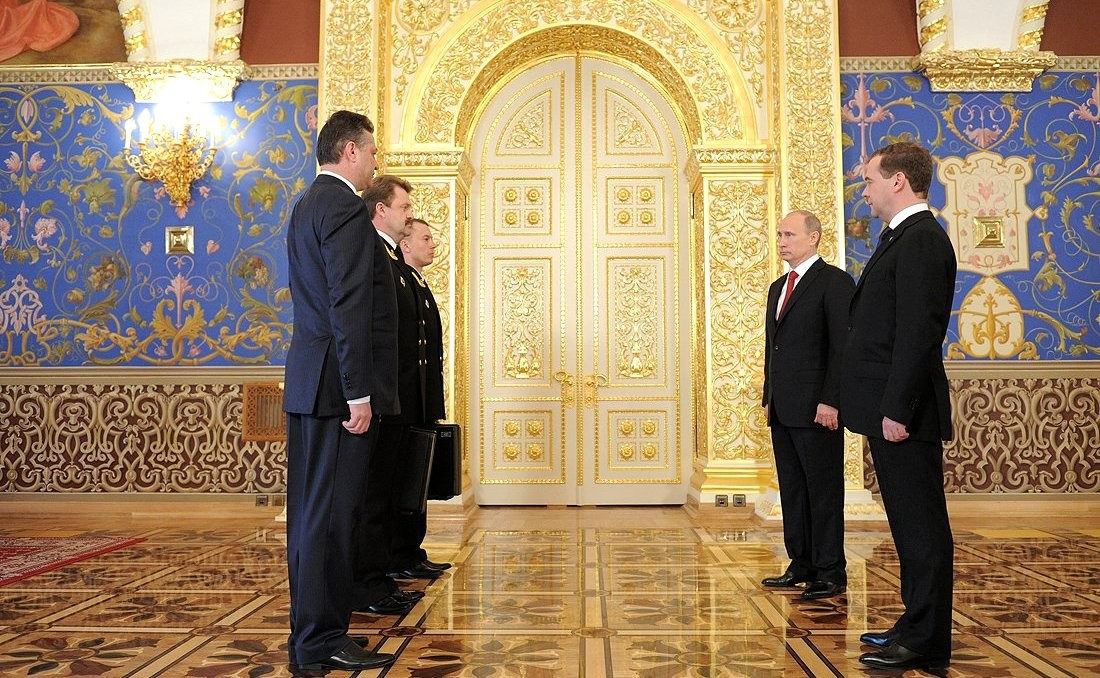
2012년 러시아의 블라디미르 푸틴 신임 대통령이 드미트리 메드베데프 전임 대통령으로부터 체게트 핵가방을 넘겨받고 있다.

핵가방(核가방, Nuclear briefcase)은 국가원수가 핵무기의 사용을 지시하는 통신장치이다.

## 역사
미국 드와이트 D. 아이젠하워 대통령이 1950년대에 만든 뉴클리어 풋볼이 핵가방의 원조이다. 1980년대 소련 유리 안드로포프 서기장(대통령)이 체게트 핵가방을 만들었다.
프랑스 대통령도 핵가방이 있으며, 장교가 휴대하여 항상 따라다닌다. 그러나 미국, 러시아와 달리 프랑스 핵가방은 반드시 핵무기 사용만을 지시하는 것은 아니다.

## 같이 보기
- 핵배낭